# Quirino Adolfo Schmitz
Dom Frei Quirino Adolfo Schmitz O.F.M. (Gaspar, 22 de novembro de 1918 — Teófilo Otoni, 20 de julho de 2007) foi um frade franciscano e bispo católico brasileiro. Foi o primeiro bispo de Teófilo Otoni.
Dom Quirino era filho de João José Schmitz e Catarina Moser Schmitz. Recebeu o hábito franciscano em 1937 e foi ordenado padre em Petrópolis no dia 28 de novembro de 1943 por Dom José Pereira Alves, bispo de Niterói. 

## Episcopado
Em 1960 foi nomeado bispo de Teófilo Otoni pelo Papa João XXIII e recebeu a ordenação episcopal em sua cidade natal no dia 25 de abril de 1961.
Participou do Concílio Vaticano II (1962 a 1965) e da Conferência de Puebla em 1979. Em 1985 tornou-se bispo emérito de sua diocese, sendo sucedido por Dom Fernando Antônio Figueiredo.